# Geografia da Austrália
A geografia da Austrália é caracterizada por desertos ou zonas semiáridas — 40% da massa terrestre está coberta por dunas de areia. Só os cantos sudeste e sudoeste têm um clima temperado e um solo moderadamente fértil. A parte norte do país tem um clima tropical: parte é floresta tropical, parte são pastagens e parte é deserto. A Grande Barreira de Recifes, o maior recife de coral do mundo, situa-se a pouca distância da costa nordeste e estende-se por mais de 1200 km. O Uluru (conhecido como Ayers Rock até 1986) é o segundo maior monolito do mundo e situa-se na Austrália central.

## Localização
Oceania, continente entre o oceano Índico e o oceano Pacífico sul
- Coordenadas geográficas - 27º S, 133º E

## Fronteiras
Áreas
- Total - 7 692 000 km²
- Terra - 7 617 930 km²
- Águas interiores - 68 920 km²

Nota - inclui a ilha de Lord Howe e a ilha Macquarie
Fronteiras terrestres - 0 km
Costa - 25 760 km
Distâncias máximas (parte continental)
- N-S - Darwin (Austrália)|Darwin-Melbourne - 2560 km
- L-O - Sydney-Perth - 3264 km

## Hidrografia
- Zona contígua - 24 milhas náuticas
- Plataforma continental - 200 milhas náuticas ou até à borda do talude continental
- Zona económica exclusiva - 200 milhas náuticas
- Mar territorial - 12 milhas náuticas

## Clima
Temperado, tropical e mediterrâneo.

## Topografia
Terreno

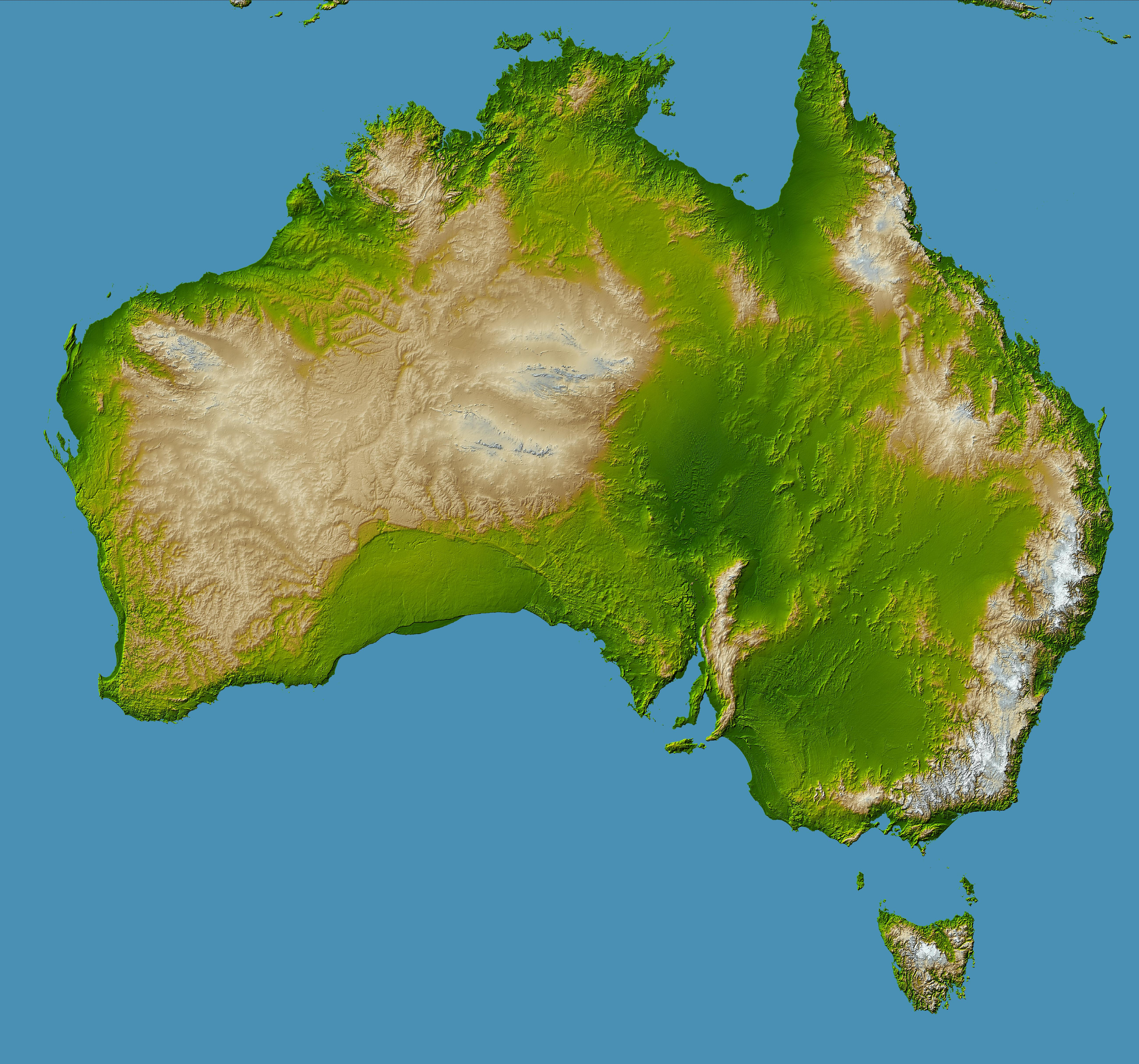
Mapa topográfico da Austrália.

O relevo da Austrália é notório por sua diversidade geográfica, com uma ampla variedade de paisagens, desde as praias de areia branca até as montanhas cobertas de neve. O relevo da Austrália é fortemente influenciado por sua posição geográfica, sua idade e sua história geológica.
- A maior parte do território é um planalto baixo e desértico; uma planície fértil no sudeste. A Grande Barreira de Coral, o maior recife de coral do mundo, fica a pequena distância da costa nordeste. Uluru, na Austrália central, é o maior monolito do mundo.

Extremos de elevação
- Ponto mais baixo: Lago Eyre: -15 m
- Ponto mais elevado: Monte Kosciuszko: 2 229 m

## Meio ambiente
Perigos naturais
- Ciclones ao longo da costa; secas severas e inundações ocasionais; incêndios florestais frequentes

Ambiente
- Problemas atuais: erosão de solos proveniente da sobrepastagem, desenvolvimento industrial, urbanização e práticas agrícolas incorretas; aumento da salinidade dos solos devido ao uso de água de má qualidade; desertificação; limpeza de matas para uso agrícola ameaça o habitat natural de muitas espécies únicas de animais e plantas; a Grande Barreira de Recifes, o maior recife natural do mundo, está ameaçado pelo aumento de tráfego marítimo e pela sua popularidade enquanto destino turístico; recursos naturais de água doce limitados.

Acordos internacionais
- É parte de
  - Protocolo de Proteção Ambiental do Tratado da Antártica,
  - Convenção sobre Diversidade Biológica,
  - Convenção-Quadro das Nações Unidas sobre a Mudança do Clima,
  - Convenção sobre o Comércio Internacional de Espécies Ameaçadas de Flora e Fauna Selvagem,
  - Convenção sobre a Proibição de Usos Militares ou Hostis de Técnicas de Modificação Ambiental,
  - Convenção de Basileia sobre resíduos perigosos,
  - Convenção das Nações Unidas sobre a Lei do Mar,
  - Convenção sobre a Prevenção de Poluição Marinha por Despejo de Resíduos e Outros Materiais,
  - Convenção sobre a Pesca e a Conservação de Recursos Biológicos no Mar Alto,
  - Tratado Banindo Testes de Armas Nucleares na Atmosfera, no Espaço e Submarinos,
  - Tratado de Não-Proliferação Nuclear,
  - Protocolo de Montreal sobre Substâncias que Atacam a Camada de Ozono,
  - Convenção Internacional para a Prevenção da Poluição Provocada por Navios,
  - Acordo Internacional sobre Madeiras Tropicais de 1994,
  - Convenção sobre Zonas Húmidas de Importância Internacional, especialmente como Habitat de Aves Aquáticas,
  - Convenção Internacional para a Regulação da Caça à Baleia
- Assinou mas não ratificou:
  - Convenção-Quadro das Nações Unidas sobre a Mudança do Clima,
  - Protocolo de Quioto,
  - Convenção das Nações Unidas para o Combate à Desertificação

## Outros dados

### Recursos naturais
- bauxita
- carvão
- minério de ferro
- cobre
- estanho
- ouro
- prata
- urânio
- níquel
- tungsténio
- areias minerais
- chumbo
- zinco
- diamantes
- gás natural
- petróleo

### Uso da terra
- Terra arável - 6%
- Cultivo permanente - 0%
- Terra irrigada - 21 070 km² (est. 1993)
- Pastagens permanentes - 54%
- Florestas - 19%
- Outros - 21% (estimativas de 1993)